# II. Geschwader
Pour les articles homonymes, voir 2e escadre.
II. Geschwader (Escadre II en français) est une unité militaire de la Hochseeflotte, la flotte de haute mer de la Kaiserliche Marine (marine impériale allemande), avant et pendant la Première Guerre mondiale. Elle prend part à la Première Guerre mondiale et notamment la bataille du Jutland, où elle forme la partie arrière de la ligne allemande.

## Organisation
Cette escadre est divisée entre la III Division et la IV Division. Ces divisions sont à l'origine composées de 8 des 10 cuirassés des classes Braunschweig et Deutschland. 